# Евсевьев, Иван Иванович
Иван Иванович Евсевьев (18 октября 1910, Оёк, ныне Иркутский район Иркутской области — 30 декабря 1991, Киев) — советский лётчик-истребитель, участник Гражданской войны в Испании и Великой Отечественной войны. Герой Советского Союза (1937). Генерал-лейтенант авиации (1958).

## Молодые годы
Родился в семье сельского писаря. Русский. С 1912 года с семьёй жил в Барнауле, а в 1921 году, спасаясь от голода и послевоенной разрухи, семья жила в деревнях на Алтае, на территории нынешнего Заринского района. С 1925 года вновь жил в Барнауле, работал на Бобровском судоремонтном заводе. С 1927 года учился в фабрично-заводском училище водного транспорта в Красноярске.
В Красной Армии с июля 1929 года. В 1930 году окончил Вольскую объединенную военно-теоретическую школу лётчиков и летнабов и в 1932 году — 3-ю Оренбургскую военную школу лётчиков и лётчиков-наблюдателей имени К.Е. Ворошилова. Служил в 34-й авиационной эскадрилье 56-й истребительной авиационной бригады ВВС Украинского военного округа (с 1935 года - Киевский военный округ): младший лётчик, с мая 1933 — командир звена, с ноября 1933 — командир отряда. Стал одним из лучших лётчиков округа, за что в 1936 году награждён орденом «Знак Почёта». Член ВКП(б)/КПСС с 1931 года.

## Война в Испании
С мая по октябрь  1937 года старший лейтенант И. И. Евсевьев участвовал в национально-революционной войне испанского народа 1936—1939 годов. Летал на истребителе И-16. Командир звена, а позднее — авиационного отряда республиканских Военно-воздушных сил на Мадридском, Арагонском, Северном и Центральном фронтах. Евсевьев И. И. в небе Испании лично сбил 4 и в группе 12 фашистских самолётов.
«За образцовое выполнение специальных заданий Правительства по укреплению оборонной мощи Советского Союза и проявленный в этом деле героизм», полковник Евсевьев Иван Иванович постановлением ЦИК СССР от 28 октября 1937 года удостоен звания Героя Советского Союза с вручением ордена Ленина, а после учреждения знака особого отличия в 1939 году ему была вручена Медаль «Золотая Звезда» № 59.

## Предвоенные годы
После возвращения из Испании Евсевьева стремительно продвигали в званиях и в должностях. В ноябре 1937 года он был назначен командиром 71-й истребительной авиационной эскадрильи в ВВС Киевского военного округа (Васильков, Киевская область). Но уже с апреля 1938 года — командир 36-й истребительной авиационной бригады (Киев), с апреля 1939 года - командир 51-й штурмовой авиационной бригады.
Окончил Курсы усовершенствования начальствующего состава при Академии Генерального штаба РККА в 1939 году. С августа 1939 года — 22-й истребительной авиационной бригады (Васильков). С августа 1940 года - командир 38-й истребительной авиационной дивизии ВВС Забайкальского военного округа.
Постановлением Совета Народных Комиссаров СССР от 4 июня 1940 года Евсевьеву И. И. было присвоено воинское звание «генерал-майор авиации».

## Великая Отечественная война
В начале Великой Отечественной войны И. И. Евсевьев командовал той же дивизией. В конце августа 1941 года дивизия под его командованием была переформирована в 38-ю смешанную авиационную дивизию, была переброшена на фронт, включена в состав ВВС Резервного фронта и тогда же приняла боевое крещение в ходе Ельнинской наступательной операции. 
С октября 1941 года — командир формирующейся в Сталинграде 102-й истребительной авиационной дивизии ПВО. С марта 1942 года — командир 141-й истребительной авиационной дивизии ПВО (Куйбышев).
С мая 1942 года — командир 101-й истребительной авиационной дивизии ПВО Воронежско-Борисоглебского дивизионного района ПВО. Летом и осенью 1942 года дивизия вела активные боевые действия, прикрывая с воздуха промышленные центры и железнодорожные узлы Балашова, Воронежа, Борисоглебска, Поворино. В трудные дни Сталинградской битвы части дивизии привлекались для защиты Сталинграда.
С сентября 1942 года командовал 8-м истребительным авиационным корпусом ПВО в составе Бакинской армии ПВО. В период битвы за Кавказ части корпуса прикрывали с воздуха Баку и Апшеронские нефтепромыслы. С августа 1944 года — командующий ВВС Закавказского фронта ПВО, с апреля 1945 года вновь командовал 8-м истребительным авиакорпусом ПВО. В ноябре 1943 года принимал участие в организации и обеспечении перелёта советской делегации во главе с И.В. Сталиным в Иран для участия в Тегеранской конференции.

## Послевоенная служба
После Победы командовал тем же корпусом до февраля 1947 года, когда его направили на учёбу в академию. Окончил Высшую военную академию имени К.Е. Ворошилова в 1949 году. С мая 1949 года — командир 16-го истребительного авиационного корпуса ПВО. С января по февраль 1952 года находился в специальной командировке в Китайской Народной Республике. С августа 1954 года — главный военный советник по ПВО и старший военный советник командующего ВВС Войска Польского. С мая 1957 года — заместитель командующего войсками Одесского военного округа по Войскам ПВО страны. С марта 1959 года был заместителем командующего войсками по тылу — начальником тыла Бакинского округа ПВО. С октября 1964 года генерал-лейтенант авиации Евсевьев И. И. — в запасе.
Жил в Киеве. Умер 30 декабря 1991 года. Похоронен в Киеве на Городском кладбище «Берковцы». В Заринске установлен бюст Евсевьева И.И.

## Награды
- Герой Советского Союза (28.10.1937)
- два ордена Ленина (28.10.1937, ...)
- орден Красного Знамени
- три ордена Отечественной войны 1-й степени (14.02.1943, 7.12.1943, 11.03.1985)
- два ордена Красной звезды (18.11.1944, ...)
- орден «Знак Почёта» (25.05.1936)
- медали

## Воинские звания[8]
- старший лейтенант (14.01.1936)
- полковник (26.10.1937, минуя звания капитана и майора)
- комбриг (22.02.1938)
- генерал-майор авиации (4.06.1940)
- генерал-лейтенант авиации (8.08.1955)